# Port-Credit-Raffinerie
Die Port-Credit-Raffinerie war eine kanadische Erdölraffinerie am Lake Ontario im gleichnamigen Stadtteil Port Credit der Stadt Mississauga. Sie war von 1932 bis 1978 in Betrieb und wurde nach einem Großfeuer durch Brandstiftung stillgelegt.

## Geographie

### Lage
Der Standort der Raffinerie befand sich in Port Credit, einem Stadtteil von Mississauga. Missisauga selbst ist eine Trabantenstadt von Toronto.
Neben der Port-Credit-Raffinerie gab und gibt es noch eine Anzahl weiterer Raffinerien im näheren Umkreis von Toronto.
Die einige Kilometer südlich in Oakville gelegene Oakville-Raffinerie von Petro-Canada wurde 2005 stillgelegt. Eine weitere Raffinerie in Oakville, die Shell Oakville-Raffinerie wurde bereits 1983 stillgelegt.
Wenige Kilometer südlich des Geländes der Port-Credit-Raffinerie produziert seit 1943 die Clarkson-Raffinerie Schmierstoffe.

## Geschichte

### Vor dem Bau
Vor dem Bau der Raffinerie befand sich auf dem Gelände die 1891 eröffnete Ziegelei Port Credit Brick Company. Schiefer aus einem Steinbruch an der Südwestseite des Geländes wurde mit großen Brechern zerkleinert und zu Ziegelsteinen geformt. Die arbeitsintensive Steinherstellung zog viele Arbeitskräfte nach Port Credit, vor allem Italiener, welche zum Teil in einfachen Unterkünften an der Ziegelei untergebracht waren. Nach dem Ersten Weltkrieg sank der Bedarf an Ziegelsteinen, weshalb die Ziegelei 1927 geschlossen wurde. Teilweise wird auch 1920 als Stilllegungsjahr der Ziegelei angegeben. 1929 wurde die stillgelegte Ziegelei an eine Investorengruppe verkauft.

### Errichtung und Inbetriebnahme
1932 wurden ein 14 Acre großes Stück des Ziegeleigeländes an L.B. Lloyd verkauft. Dieser errichtete auf dem Gelände unter dem Namen Lloyd Refineries Ltd eine Raffinerie mit einem Durchsatz von 1500 bpd (Barrel pro Tag). Die Raffinerie startete zunächst mit einer kleinen Rohöldestillation und neun Lagertanks, wo täglich 300 Barrel an Benzin und Heizöl erzeugt wurden. 1935 wurde die Raffinerie mit einer zum damaligen Zeitpunkt hochmodernen Prozessanlage zum thermischen Cracken nach dem Dubbs-Prozess von Universal Oil Products erweitert. Mit der Inbetriebnahme das Crackers erreichte die Raffinerie eine Kapazität von 3000 bpd. Die Raffinerie wurde über den Wellandkanal und den Lake Ontario von drei Tankern mit Rohöl versorgt. Mehrere Havarien der Schiffe brachten Lloyd Refineries zusammen mit steigenden Rohölpreisen am Rand des finanziellen Zusammenbruchs.

### Übernahme durch Good Rich Oil
Mitte 1937 übernahm die Good Rich Oil aus Toronto die Raffinerie von der in Schwierigkeiten geratenen Lloyd. 1939 wurde die Dubbs-Crackanlage erweitert, sodass die Kapazität der Raffinerie auf 4000 bpd stieg. Der Bezug des benötigten Rohöls verlagerte sich zunehmend aus Feldern in Texas und die Lieferung immer mehr auf den Versand per Bahn. 1940 wurde eine Prozessanlage zur Produktion von Tetraethylblei für hochoktanige Kraftstoffe in Betrieb genommen. In den Kriegsjahren wurden drei verschiedene Sorten von Kraftstoffen in der Raffinerie hergestellt, eine war ein lila-gefärbter Agrarkraftstoff, welcher aufgrund von Rationierung nicht in privaten Fahrzeugen verwendet werden durfte.

### Regent Refining
Nach dem Zweiten Weltkrieg kaufte die aus Trinidad stammende Trinidad Leaseholds die Good Rich Oil. Sie war eine Tochterfirma der Central Mining Company aus dem Vereinigten Königreich und betrieb eine Raffinerie in Trinidad. Um das Geschäft nach Kanada zu erweitern, bot sich der Kauf der Good Rich Oil an, welche später in Regent Refining Company umbenannt wurde. Bereits 1947 wurde die Dampferzeugung der Raffinerie um Wicks-Kessel und zwei Foster-Wheeler-Kessel erneuert sowie erweitert. 1954 wurde die Raffinerie um einen Reformer erweitert. 1955 folgte der Bau einer neuen Rohöldestillation.

### McColl-Frontenac und Texaco
Bereits 1955 wechselte die Raffinerie zu McColl-Frontenac, einer kanadischen Tochterfirma der Texaco.
Mit dem Bau eines Fluid Catalytic Cracker mit einer Tageskapazität von 7500 Barrel wurde 1957 eine neue Crackanlage der Raffinerie hinzugefügt. 1958 ereignete sich in der Raffinerie ein Feuer, welches zwei Mitarbeitern das Leben kostete. 1959 erfolgte der Anschluss der Raffinerie an die Interprovincial-Pipeline und die Raffinerie firmierte ab diesem Jahr unter Texaco. Die aus dem kanadischen Westen kommende Pipeline hat auf dem letzten 156 Meilen langen Abschnitt von Sarnia nach Port Credit einen Durchmesser von 20 Zoll.

### Großbrand und Stilllegung
Der Betrieb der Raffinerie endete abrupt, als am 2. Oktober 1978 ein Großfeuer im Tanklager gelegt wurde. Der Mitarbeiter Thomas Coxhead legte im Tankfeld der Raffinerie ein Feuer, dieses zerstörte mehrere Tanks und verursachte einen Schaden von 2,7 Millionen Kanadische Dollar.
Die stillgelegte Raffinerie wurde 1985 abgerissen.

### Nachnutzung
Das Gelände ist in Teilen mit Wohn- oder Geschäftshäusern bebaut worden. Der südliche Teil am Lake Ontario ist zurzeit noch eine Brachfläche. Hier soll ein Wohn- und Geschäftsgebiet mit dem Namen Brightwater entstehen.